# Microregiunea Devecser
Microregiunea Devecser (în maghiară Devecseri kistérség) a fost o microregiune statistică (kistérség) din județul Veszprém, Ungaria.
Cu o populație de 13.768 locuitori și o suprafață de 387,67 km2, aceasta a existat până în 2014, când în Ungaria, microregiunile ”kistérségek” au fost înlocuite de districte (járások).